# فيل ليزلي
فيل ليزلي (بالإنجليزية: Phil Leslie)‏ هو كاتب سيناريو أمريكي، ولد في 11 مارس 1909، وتوفي في 23 سبتمبر 1988.

## وصلات خارجية
- فيل ليزلي على موقع IMDb (الإنجليزية)
- فيل ليزلي على موقع قاعدة بيانات الفيلم (الإنجليزية)
- فيل ليزلي على موقع كينوبويسك (الروسية)